# Omloop Het Volk 1981
L'Omloop Het Volk 1981, trentaseiesima edizione della corsa, si svolse il 28 febbraio per un percorso di 224 km, con partenza ed arrivo a Gent. Fu vinto dall'olandese Jan Raas della squadra Ti-Raleigh-Creda davanti al francese Gilbert Duclos-Lassalle e al belga Jean-Luc Vandenbroucke.

## Ordine d'arrivo (Top 10)
| Pos. | Corridore               | Squadra                     | Tempo    |
| ---- | ----------------------- | --------------------------- | -------- |
| 1    | Jan Raas                | Ti-Raleigh-Creda            | 5h47'00" |
| 2    | Gilbert Duclos-Lassalle | Peugeot-Esso-Michelin       | s.t.     |
| 3    | Jean-Luc Vandenbroucke  | La Redoute-Motobecane       | s.t.     |
| 4    | Frank Hoste             | Ti-Raleigh-Creda            | s.t.     |
| 5    | Wies van Dongen         | HB Alarmsystemen            | a 2'12"  |
| 6    | Roger De Vlaeminck      | DAF Trucks-Cote d'Or        | a 2'18"  |
| 7    | Jacques Bossis          | Peugeot-Esso-Michelin       | s.t.     |
| 8    | Walter Planckaert       | Splendor-Wickes-Europ Decor | s.t.     |
| 9    | Jos Schipper            | HB Alarmsystemen            | s.t.     |
| 10   | William Tackaert        | DAF Trucks-Cote d'Or        | s.t.     |